# Hirmoneura ester
Hirmoneura ester är en tvåvingeart som beskrevs av Bernandi 1977. Hirmoneura ester ingår i släktet Hirmoneura och familjen Nemestrinidae. Inga underarter finns listade i Catalogue of Life.